# 北阿万村
北阿万村（きたあまむら）は、兵庫県三原郡にあった村。現在の南あわじ市北阿万各町にあたる。

## 地理
- 山岳：諭鶴羽山
- 河川：塩屋川、大日川

## 歴史
- 1889年（明治22年）4月1日 - 町村制の施行により、稲田村・新田村・筒井村の区域をもって発足。
- 1955年（昭和30年）4月7日 - 賀集村・阿万町・灘村と合併して南淡町が発足。同日北阿万村廃止。